# 雷斯·古希美
路易斯·古希美·利拿·杜斯山度士（葡萄牙語：Luis Guilherme Lira dos Santos；2006年2月9日—）是一名巴西足球運動員，擔任英超球會韋斯咸的翼鋒。

## 球員生涯

### 彭美拉斯
古希美出生於塞爾希培州的阿拉卡茹，曾在家鄉的多個足球學校接受訓練，並於2017年加盟彭美拉斯。他於2022年6月與球會簽署首份職業合約。2022年1月，路易斯·古希美隨隊贏得2022年聖保羅青年杯，這是球會首次奪冠。他於2023年11月續約，合約中包含5500萬歐元的解約條款，並提高了薪水 。
古希美於2023年4月12日首次代表一隊出場，在2023年巴西杯對通布斯的比賽中於下半場入替上陣，幫助球隊以4–2獲勝。2024年4月24日，他在2024年南美自由盃小組賽中射入首個入球，在第96分鐘為彭美拉斯以3–2的作客擊敗迪華利獨立隊。

### 韋斯咸
2024年6月，古希美前往英超球會韋斯咸接受體檢，並洽談轉會事宜。2024年6月13日，球會宣佈已達成協議，簽下古希美，合約為期五年。轉會在轉會窗口開啟的次日正式完成。他於2024年10月5日首次為韋斯咸上陣，於85分鐘入替古度斯，幫助球隊在英超以4–1戰勝葉士域治。

## 國際賽生涯
古希美被征召入巴西U17國家隊參加2022年蒙塔伊古錦標賽，在四場比賽中射入三球，幫助巴西時隔38年贏得該賽事。隨後，路易斯·古希美被召入巴西U20國家隊，參加2023年南美U20世界盃，成為21世紀以來巴西U20陣中最年輕的球員。古希美在賽事中出場五次，總共上陣191分鐘，為巴西贏得12年來的首個南美洲青年足球錦標賽冠軍，並在八年缺席後獲得國際足協U-20世界盃的參賽資格。

## 比賽風格
古希美是一名技術出色的翼鋒，擁有良好的場上決策能力，以速度著稱，在2022年巴西杯U17決賽對華斯高時達到36.4公里/小時的最高速度。他以阿根廷傳奇球星梅西和里瓦爾多為自己的靈感來源 。2023年10月11日，他被英國報紙《衛報》評選為全球2006年出生的最佳球員之一，與彭美拉斯隊友安迪歷和維托·雷斯同列。

## 球會統計
最後更新：比賽於2025年4月19日舉行
| 球會     | 球季     | 聯賽     | 聯賽 | 聯賽 | 州聯賽 | 州聯賽 | 本土盃賽 | 本土盃賽 | 聯賽盃 | 聯賽盃 | 洲際賽事 | 洲際賽事 | 其他 | 其他 | 總數 | 總數 |
| 球會     | 球季     | 聯賽     | 出場 | 入球 | 出場   | 入球   | 出場     | 入球     | 出場   | 入球   | 出場     | 入球     | 出場 | 入球 | 出場 | 入球 |
| -------- | -------- | -------- | ---- | ---- | ------ | ------ | -------- | -------- | ------ | ------ | -------- | -------- | ---- | ---- | ---- | ---- |
| 彭美拉斯 | 2023     | 巴甲     | 19   | 0    | —      | —      | 5        | 0        | —      | —      | 3        | 0        | —    | —    | 27   | 0    |
| 彭美拉斯 | 2024     | 巴甲     | 5    | 0    | 6      | 0      | 1        | 0        | —      | —      | 5        | 1        | 1    | 0    | 18   | 1    |
| 彭美拉斯 | 總數     | 總數     | 24   | 0    | 6      | 0      | 6        | 0        | —      | —      | 8        | 1        | 1    | 0    | 45   | 1    |
| 韋斯咸   | 2024–25  | 英超     | 11   | 0    | —      | —      | 1        | 0        | 0      | 0      | —        | —        | —    | —    | 12   | 0    |
| 生涯總數 | 生涯總數 | 生涯總數 | 35   | 0    | 6      | 0      | 7        | 0        | 0      | 0      | 8        | 1        | 1    | 0    | 57   | 1    |

1. ↑  包括巴西聖保羅州足球聯賽
2. ↑  包括巴西盃、足總盃
3. 1 2  南美自由盃出場
4. ↑  巴西超級盃出場

## 榮譽
彭美拉斯
- 巴西甲組足球聯賽: 2023（英语：2023 SE Palmeiras season）
- 巴西聖保羅州足球聯賽: 2024（英语：2024 SE Palmeiras season）
- 巴西超級盃 亞軍: 2024（英语：2024 Campeonato Paulista）

巴西U20
- 南美洲青年足球錦標賽: 2023（英语：2023 South American U-20 Championship）